# مسگرآباد
مسگرآباد روستایی از توابع بخش مرکزی استان تهران است و در یکی از جنوبی‌ترین نقاط شرق تهران قرار دارد. این روستا از ۱۳۹۳ تا ۱۳۹۷ به عنوان محله‌ای جدید از منطقه ۱۵ تهران شکل گرفت، اما براساس تصمیم نهایی هیئت عمومی دیوان عدالت اداری و فرمانداری تهران مجدداً به عنوان یکی از روستاهای بخش مرکزی تهران تثبیت شد.

## تاریخچه و قدمت
اهالی این محله اغلب از کردهای کرمانشاه هستند، که احتمالاً توسط آغا محمد خان قاجار از کرمانشاه به قم، آمل و تهران تبعید شده‌اند. با توجه به اینکه شهرستان ری و شمیران که جزء مناطق مناسب جهت کشاورزی و دامداری بود ساکنین زیادی داشت و مسگرآباد به بهترین محل برای مهاجرین کشاورز، تبدیل شد.. ساکنان قدیمی این منطقه خودشان را کلهر می‌نامند و هنوز هم کسانی هستند که به زبان کلمری صحبت می‌کنند. اصلیت اهالی بومی به تیره‌ای از کردها به نام کلهر می‌رسد. مسگرآباد در طول تاریخ معاصر هم تبعید گاه و قتل گاه بوده است . اعدام نواب صفوی اینجا رخ داده است.
وسعت مسگرآباد در گذشته بسیار بیشتر از الان بوده‌است؛ یعنی حدود آن از تپه‌های مسگرآباد تا تپه‌های دوشان تپه و از غرب تا اتابک امروزی و از شرق تا غنی‌آباد (ری) بوده‌است.
بنابر نقل سینه به سینه و اسناد و مدارک، ابنیه، آثار باستانی و اشجار موجود، قدمت مسگرآباد به بیش از ۳۰۰ سال پیش بر می‌گردد.

## تبدیل شدن از روستا به محله مسگرآباد
شاید بتوانیم به دلیل وجود خویشاوندی‌های سببی و نسبی، شغل دامپروری تعداد قابل توجهی از اهالی، کوچ‌های منظم و فصلی برای جبران کمبود علوفه دامی در محدوده، آن‌جا را روستا بنامیم، اما نمی‌توان از اقتصاد مصرفی، مشاغل رسمی و دولتی افراد، وجود کارگاه‌ها، واحدهای تجاری، تولیدی و صنعتی چشم پوشی کرد و الزاماً آن رادر تعریف روستا گنجانید. در نتیجه از تاریخ آذر ماه ۱۳۹۳، به عنوان محله جدید شهر تهران، ازطرف شهرداری منطقه ۱۵ شناخته شد. با اضافه شدن محله مسگرآباد به این منطقه تعداد محلات منطقه ۱۵، از ۲۰ به ۲۱ محله افزایش پیدا کرده‌است. مسگرآباد در نقشهٔ جدید شهرداری شهرک صالحیه نیز نامیده شده‌است. ولی همکنون به عنوان روستا در تهران شناخته میشود.

## جمعیت
حدود ۱۲۰۰ خانوار در مسگرآباد زندگی می‌کنند، که حدوداً ۴۰۰۰ نفر جمعیت دارند. جمعیت شناور در محله هم به ۱۰۰۰۰نفر می‌رسد.

## موقعیت مکانی و شرایط جوی
مسگرآباد از سه طرف توسط کوه محصور شده و تنها از سمت غرب راه ارتباطی دارد. از طریق بزرگراه امام رضا و بزرگراه افسریه به مناطق دیگر قابل دسترسی می‌باشد. با حدود ۳۵–۴۰ هکتار مساحت، منطقه‌ای دارای فراز و نشیب فراوان است. آب و هوا در این منطقه تابع شرایط جوی کوهپایه‌ای نواحی خشک و گرم است و به دلیل دور بودن از مرکزشهر، ازنظر آب هوا یکی از بد آب و هوا ترین منطقه تهران است.

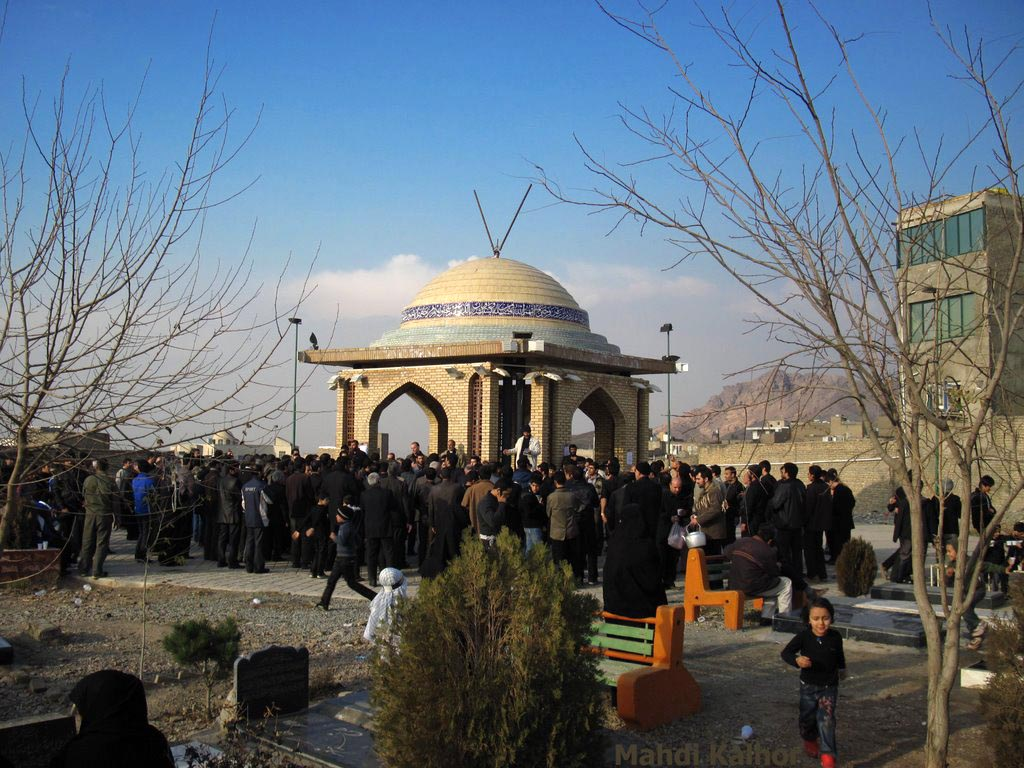
این تصویر گورستان محلی مسگرآباد است، مستقر در محله مسگرآباد

## گورستان مسگرآباد
گورستان قدیمی مسگرآباد در محدوده فرهنگسرای خاوران فعلی قرار دارد. این گورستان با گورستان مستقر در محله مسگرآباد تفاوت دارد، اگرچه ملکیت آن از اراضی مسگرآباد بوده‌ است، ولی اغلب این دو را با هم اشتباه می‌گیرند. در سال ۱۳۰۴ و دوران رضاشاه پهلوی، شهرداری تهران گورستانی در شرق آماده کرد که به گورستان مسگرآباد معروف شد و برای نخستین بار اداره متوفیات، مجهز به آمبولانس شروع به کار کرد و مسئله مرگ و گور تهرانی شکل امروزی به‌خود گرفت. شهرداری نام این گورستان را «گلچین» نامید. این گورستان نیز تا پایان دهه ۴۰ اشباع شد.

## کوه‌های مسگرآباد
- زندان هارون
- پادگان سیاه کوه